# Nossa Senhora do Bom Despacho
Nossa Senhora do Bom Despacho é uma devoção mariana católica.
A partir do século XVII conhecem-se em Portugal as principais devoções a Nossa Senhora do Bom Despacho. As primeiras festas e romarias que se conhecem tiveram lugar em Cervães, em 1644. Surge depois na Maia (1670) em Gominhães, estas duas, como Cervães, no Norte de Portugal, estendendo-se depois para as ilhas, surgindo no Campanário, na Ilha da Madeira (1672),  e na Almagreira, Ilha de Santa Maria.
A dedicação tem origem na intercessão de Nossa Senhora no bom despacho das almas após a morte. Por este motivo a imagem é originariamente representada pela Virgem Maria segurando um livro e o menino Jesus ao colo no braço esquerdo, tendo este uma caneta na mão. Posteriormente surgiram outros motivos de veneração ao mesmo título, além do sentido original ("bom despacho das almas"), incluindo devoções ligadas à fertilidade feminina e produtividade agrícola, à saúde, e à protecção dos marítimos.
Assim se explica que nalgumas imagens já não aparece o livro e a caneta, e noutras apenas está representada Nossa Senhora, sem o menino Jesus.
Na freguesia de Gominhães, concelho de Guimarães, os festejos ocorrem no domingo de pascoela.
Nossa Senhora do Bom Despacho é também venerada na freguesia de Peredo, concelho de Macedo de Cavaleiros, distrito de Bragança e cuja festa, ocorre em Agosto.